# Fjällastorp
Fjällastorp – miejscowość (tätort) w Szwecji, w regionie administracyjnym (län) Västra Götaland, w gminie Bollebygd.
Według danych Szwedzkiego Urzędu Statystycznego liczba ludności wyniosła: 238 (31 grudnia 2018) i 245 (31 grudnia 2019).